# Fischunkelalm
Die Fischunkelalm ist eine Alm in Schönau am Königssee im Nationalpark Berchtesgaden im Süden des bayerischen Landkreises Berchtesgadener Land. Die Alm liegt am Obersee, südöstlich des Königssees. Der bewirtschaftete Kaser steht unter Denkmalschutz und ist ein beliebtes Touristenziel.

## Lage
Die Fischunkelalm liegt im Forst Sankt Bartholomä, der südlichsten Gemarkung in der Gemeinde Schönau am Königssee, einem ehemals gemeindefreien Gebiet. Der Kaser mit der Anschrift Salet 14 befindet sich etwa 100 m vom Ufer des Obersees entfernt. Die Alm liegt auf einem Schuttkegel am Südostufer des Obersees, südöstlich des Königssees, unterhalb des Röthbachfalls, des höchsten Wasserfalls Deutschlands.

## Beschreibung
Der Kaser wurde 1840 im Stil der abgebrannten Vorgängerhütte erbaut. Die Hütte hat einen Grundriss von etwa 16 m × 16 m und ist als Blockhütte gebaut und von außen verschindelt. Der Giebel zeigt Richtung Südosten. Die im Sommer von etwa Juni bis September bewirtschaftete Almhütte wird von zahlreichen Touristen zur Einkehr genutzt, besitzt aber nur Besucherbänke im Freien und keinen Gastraum. Die Hütte steht unter Denkmalschutz.
Einige hundert Meter von der Almhütte entfernt befindet sich eine Quelle, außerdem gibt es eine Unterwasserquelle im Obersee. Seit 1974 wird die Hütte über eine mehr als einen Kilometer lange Wasserleitung versorgt. Die Fischunkelalm verfügt über eine Kleinkläranlage. Etwa 100 m von der Almhütte entfernt befindet sich im See ein Bootshaus, das über einen kurzen Steg zu erreichen ist und der Nationalparkverwaltung Berchtesgaden gehört.
Wie alle Almen im Nationalpark ist auch die Fischunkelalm eine Berechtigungs- oder Begünstigungsalm. Der Eigentümer von Grund und Boden ist der Freistaat Bayern, der im Nationalparkgebiet von der Nationalparkverwaltung vertreten wird. Dem Berechtigten gehören nur die Bewirtschaftungsgebäude und Zäune. Der Fischunkelalm zugeordnet sind Weiderechte auf 20 ha Lichtweideflächen und 177 ha Waldweideflächen. Die Almfläche liegt auf einer Höhe von 620 bis 720 m ü. NHN. Flächendeckend dominierend sind Kammgrasweiden.

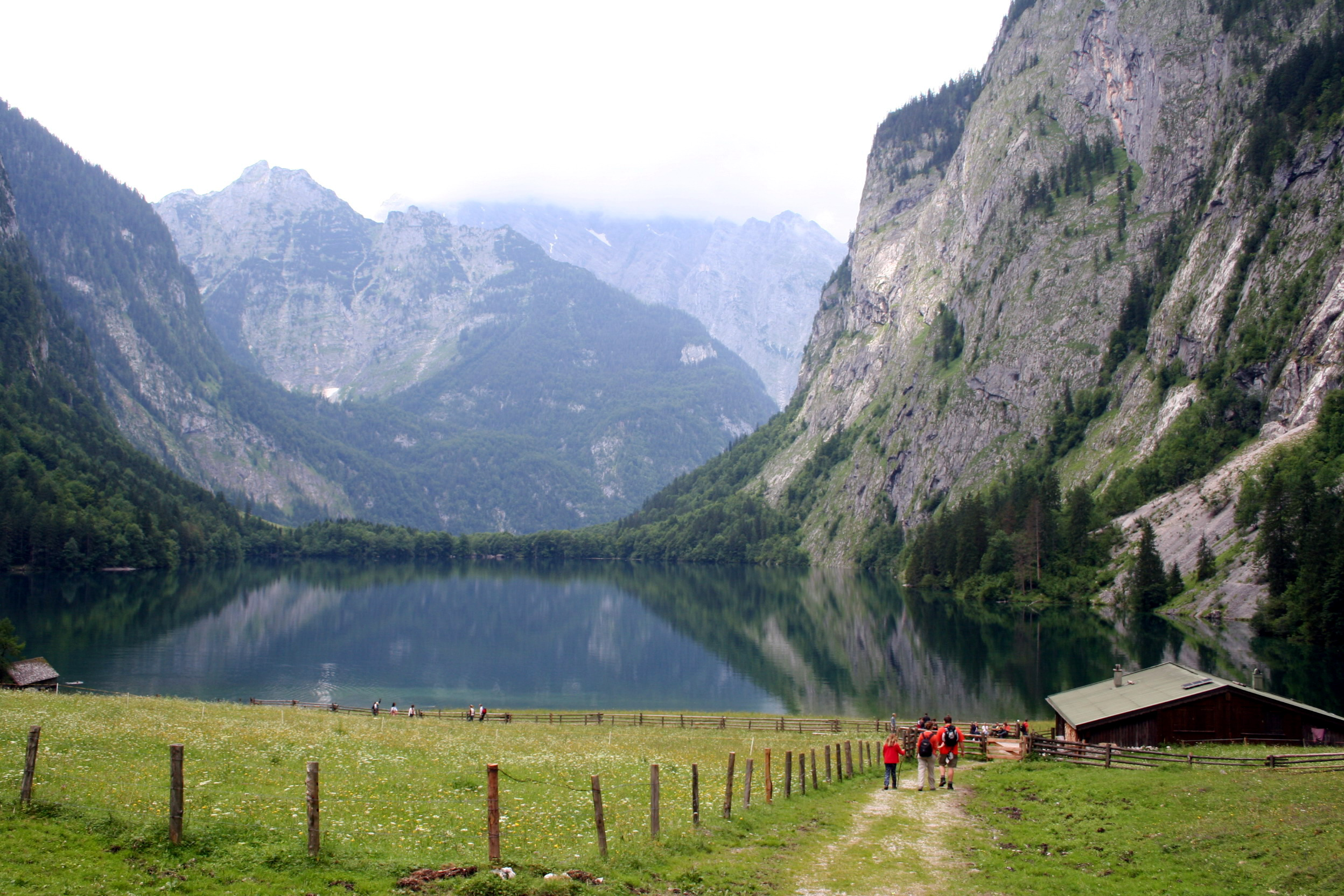
Blick von Südosten über die Fischunkelalm und den Obersee
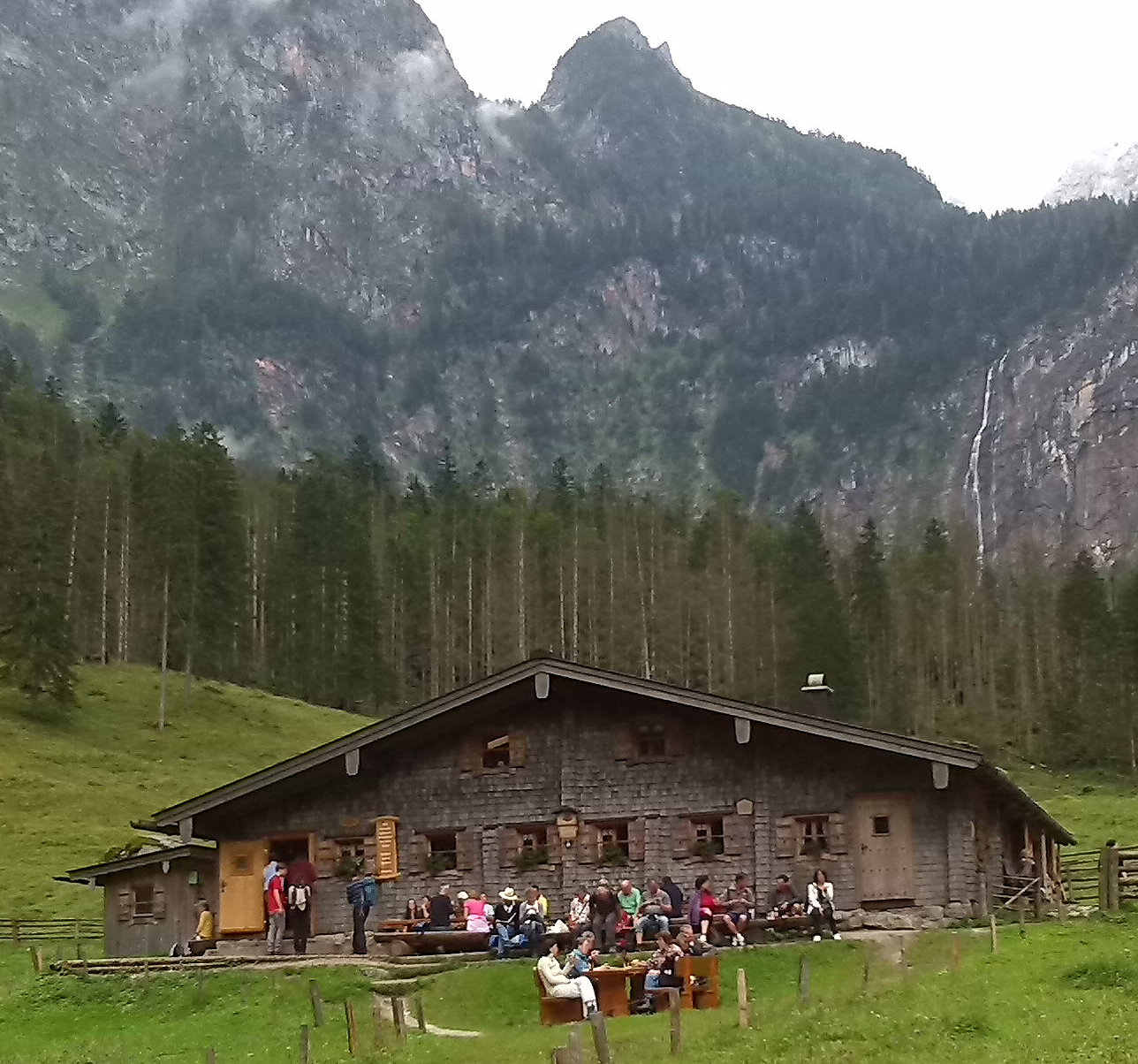
Der Kaser von Nordwesten, im Hintergrund der Röthbachfall
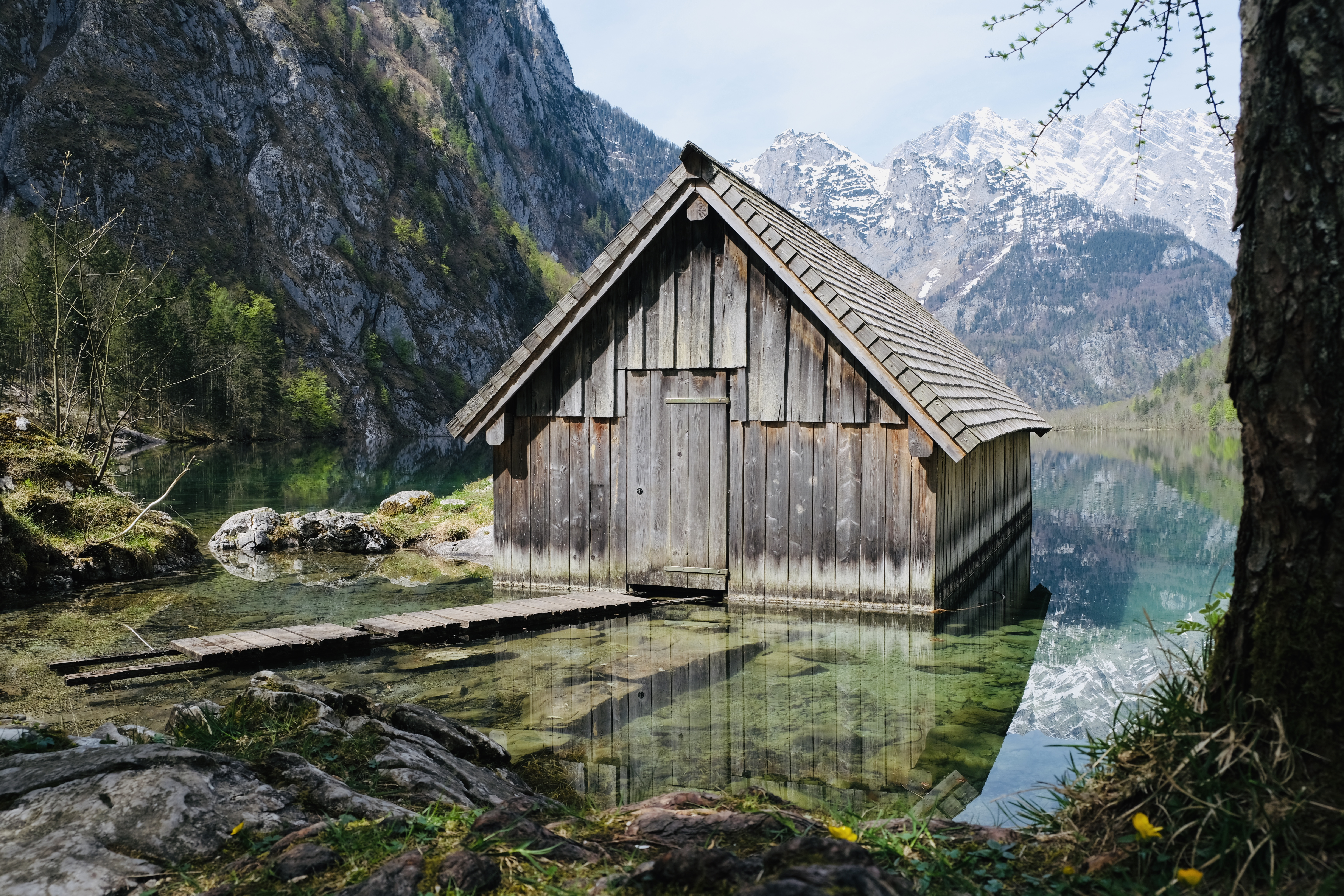
Bootshütte am Obersee am westlichen Rand der Almlichte

## Geschichte
Das Gebiet der Fischunkelalm erscheint erstmals 1125 als Viscuncula in einer Grenzbeschreibung der Waldmark, welche Graf Berengar I. von Sulzbach dem Propst Eberwin der Klosterpropstei Berchtesgaden schenkte.
Der Name Fischunkel hat im Laufe vieler Jahrhunderte einige Veränderungen erfahren. Seine alte Formen lauten: 1119–1125 (Kopie Ende 12. Jh.) Uiscuncula, nach 1156 … ad verticem montis Viskunkel, in einer Kopie von 1706 Vis-chunckl getrennt, 1602 … in die Fischsunggl, 1629 Hoch Vischunckl … Wald Vischunckl, 1706 Die Hochfischunkl anizo Tristelhorn … ober der Fischunkel.

### Almwirtschaft
Seit 1486 ist das Almrecht für das Grafenlehen am Salzberg nachgewiesen. Anfangs waren das Almrecht zweigeteilt und die Alm als Doppelalm ausgeführt. Im Jahre 1850 waren 50 Rinder auf die zwei Almrechte aufgeteilt. Erst 1919 wurde das zweite Almrecht vom Graflehen Salzberg aufgekauft. Eine Besonderheit ist, dass die Fischunkelalm tiefer als der zugehörige Bergbauernhof am Salzberg liegt.
Bis etwa 1930 erfolgte der ‚Almauftrieb‘ über die Berge. Der Auftrieb 1929 wird von Karl Ranke wie folgt beschrieben: „Unangenehm ist der Aufzug auf die Fischunkel. Das Großvieh wird um den Königssee und Obersee getrieben (7 Stunden), wobei der Steig um den Obersee einmal in ca. 15 Metern Höhe senkrecht über dem See geführt ist und nur 70 cm breit ist; die Kälber werden mit Kähnen übergesetzt.“ Heutzutage erfolgt der Almauftrieb mit Booten über den Königssee. Im Bereich des Obersees wird das Großvieh aber weiterhin über den 1965 ausgebauten und verbreiterten Steig getrieben. Sehenswert ist der Almabtrieb Mitte Oktober, bei dem die Tiere mit aufwändigem Kopfschmuck festlich geschmückt werden, sofern im Laufe des Jahres kein Tier verunglückt oder erkrankt ist.
Die Alm wird von Mitte Mai bis Mitte Oktober von zwei Sennerinnen bewirtschaftet.

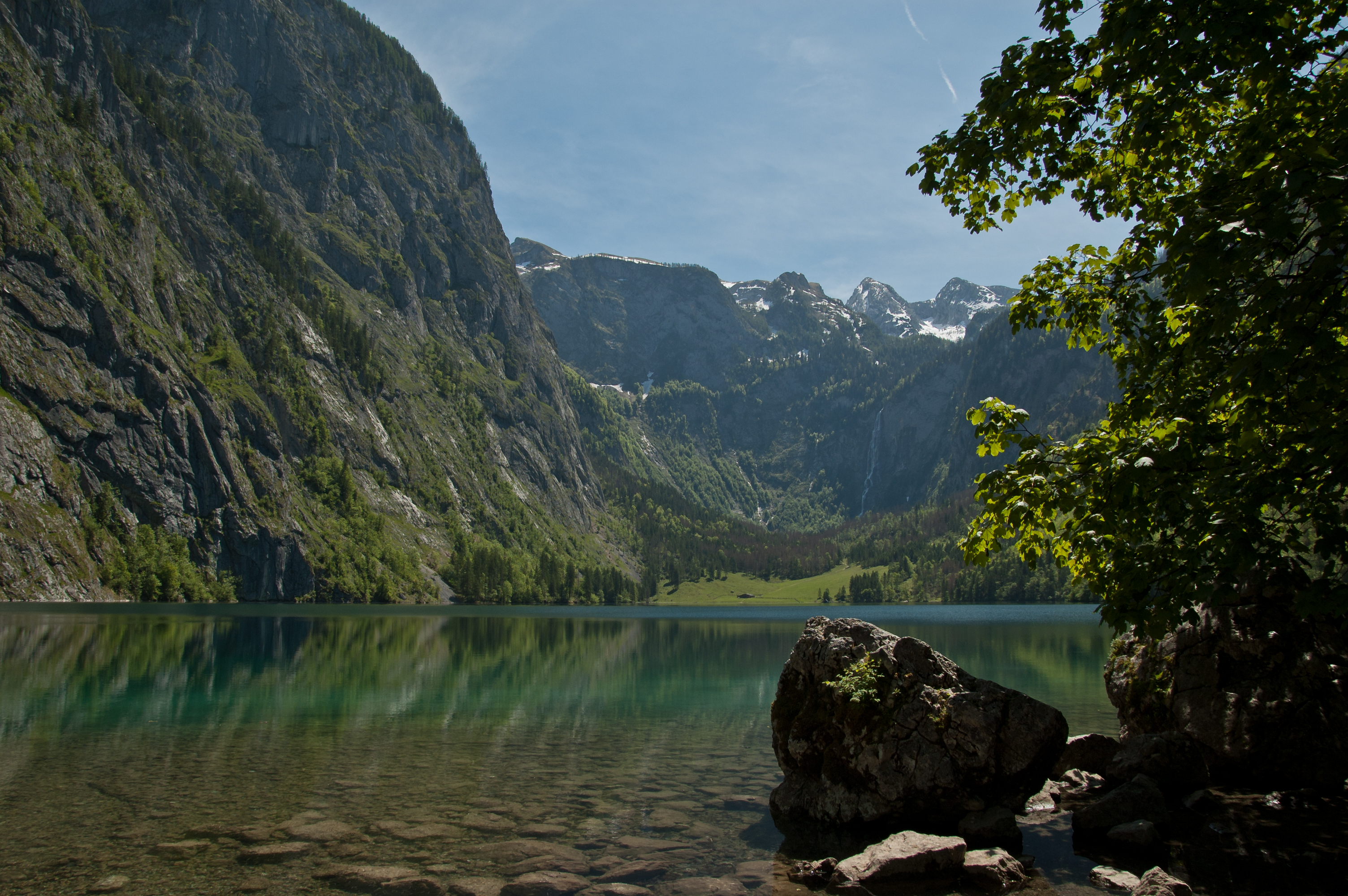
Blick über den Obersee auf die Fischunkelalm und den Röthbachfall am Talschluss

### Holzwirtschaft
Um 1850 schlugen Waldarbeiter in der südöstlich der Fischunkelalm gelegenen Waldfläche der Röth jährlich etwa 700 Raummeter Brennholz (Kurzholz). Nach dem Trocknen wurde das Holz bergab gebracht und etwa 400 Höhenmeter über die Felswand in die Fischunkel abgelassen. Anschließend blieb es zunächst im Bereich der oberen Fischunkel liegen, und im Winter wurde es mit Zugtieren auf Schlitten weiter bis zum Obersee gezogen. Im Frühjahr brachten Boote das Holz über den Obersee, bevor es über den Saletbach als Triftkanal zum Königssee weitergeschwemmt wurde.

### Jagd
Im Hagengebirge oberhalb des Obersees ließ König Maximilian II. auf der Regenalm die heute denkmalgeschützte königliche Hofjagdhütte errichten.
Mitte des 19. Jahrhunderts wurden für die königliche Treibjagd Hunde eingesetzt, um die Hirsche und Gämsen über die Fischunkel in Richtung Obersee zu treiben. Wegen der beidseitigen Begrenzung des Sees durch steile Bergwände geschah es gewöhnlich, dass Hirsche sich in das Wasser stürzten, um schwimmend zu entkommen. Das Wild wurde daher einfach von einem Kahn aus geschossen. So erlegte der König 1853 zwei Hirsche von zehn Enden vom Schiff aus. Andererseits war es auch möglich, die Tiere in dem Bereich abzupassen, in dem sie das Ufer erreichten. Im Jahr 1856 erlegte der König dort fünf starke Hirsche.
Im Jahre 1936 wurden auf persönliche Anordnung des damaligen „Reichsjägermeisters“ Hermann Göring vier Steinböcke – drei Geißen und ein Bock – in der oberhalb der Fischunkelalm gelegenen Röth angesiedelt. Die Tiere stammten vom Schweizer Wildpark Peter und Paul bei St. Gallen. Sie wurden per Ruderboot über den Königssee geschifft und anschließend in Kisten um den Obersee getragen. Von dem oberen Gelände der Fischunkel führte die extra errichtete Materialseilbahn Fischunkelalm–Röth hinauf in die in 1500 Meter Höhe gelegene Röth, mit der das Material, die Tiere und im Winter das Futter transportiert wurde. Die Steinböcke lebten anfangs in einem 15 Hektar großen Gatter, umgeben von einem über vier Meter hohen Drahtzaun. In den folgenden Jahren kamen weitere Steinböcke aus verschiedenen zoologischen Gärten hinzu, bis im Jahre 1944 mit Öffnung des Gatters acht Böcke und fünfzehn Geißen ausgewildert wurden. Die Hütte, die den Talpunkt der Seilbahn bildete, ist heute verfallen.
Heute dient die Jagd im Bereich der Fischunkelalm – wie überall im Nationalpark – einzig der Regulation des Wildbestandes auf eine dem Lebensraum angemessene Zahl. Dieses ist notwendig, da natürliche Feinde des Rot-, Reh- und Gamswildes wie Luchs oder Bär ausgerottet sind und ein zu hoher Wildbestand vor allem in den Wintermonaten einen starken Verbiss an Jungbäumen bedeutet.

## Herkunft des Namens Fischunkel
Der Name Fischunkel wird von dem österreichischen Sprachwissenschaftler, Dialektologen und Namenforscher Eberhard Kranzmayer über Laviscuncula auf Lascuscuncula (das ganz kleine Seelein) zurückgeführt. In den Mitteilungen des Deutschen Alpenvereins wird behauptet, der Name der Alpe Fischunkel am Obersee hänge nicht mit dem Fischreichtum des Sees zusammen, sondern sei auf das mittellateinische fasciunculus. Diminutiv von fascia. für „schmaler Wiesenstreifen“ zurückzuführen. Eine noch andere Deutung ist in dem Buch „Festgabe für Gerold Meyer von Knonau“ aufgeführt: Fischunkel sei von dem Grundwort fiscus abgeleitet und stelle als Deminutivform Fiscuncula die Bezeichnung für eine „sehr kleine Niederlassung, ein ärmliches Gütchen“ dar und würde somit zur „weltabgeschlossenen Lage“ passen. Für diese Theorie würde auch sprechen, dass die Urkunden Kaiser Friedrichs I. und Heinrichs VI. von 1156 und 1194 von einem Berg Viskunkel (ad verticem montis Viskunkel) sprechen.

## Wanderwege

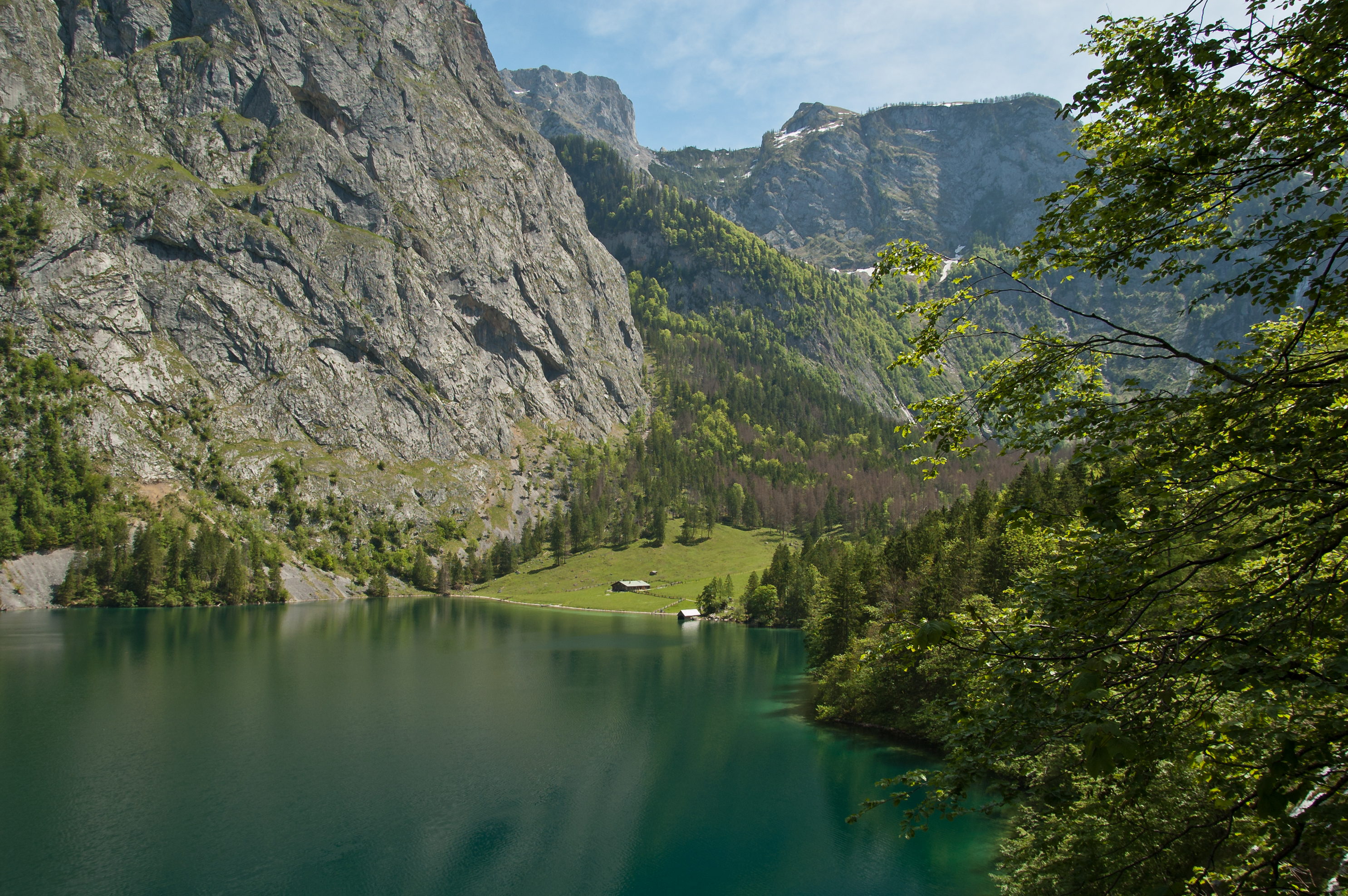
Blick vom Steig am Südwestufer des Obersees über diesen auf die Fischunkelalm

### Königssee (Salet) – Fischunkelalm
Die meisten Besucher erreichen die Fischunkelalm per Boot über den Königssee (Fahrzeit etwa eine Stunde). Von der Bootsanlegestelle Salet führt ein flacher, breit ausgebauter Wanderweg vorbei an der Saletalm bis zum Obersee. Am südwestlichen Seeufer folgt der Weg zunächst dem Ufer auf Höhe des Sees in Richtung Süden, steigt dann jedoch im Bereich der folgenden, steil aufsteigenden Felswand an. In diese ist der Weg als (gesicherter) Steig in die Felswand gesprengt worden. Auf dem höchsten Punkt hat der Besucher einen guten Blick über den See. Nach einem etwa 30-minütigen Fußmarsch erreicht man die Fischunkelalm. Der Rückweg führt über die gleiche Route zurück zum Königssee.

### Fischunkelalm – Röthbachfall – Wasseralm
Von der Fischunkelalm gelangt man über die offene Almfläche in südöstlicher Richtung hinauf in den Fischunkel-Talkessel. Nach einer kurzen Passage durch ein Waldstück hindurch und über eine Geländeschwelle hinweg führt der Weg zum höchsten Wasserfall Deutschlands, dem Röthbachfall. Dieser stürzt von einer Kuppe etwa 470 Meter herab. Die Aufstiege über den Landtalsteig bzw. den anspruchsvolleren Röthsteig erfordern beide gute Kondition, Schwindelfreiheit und Trittsicherheit. Auf 1423 m Höhe liegt die Wasseralm, die die Möglichkeit der Bewirtung und Übernachtung bietet. Von dort können weitere Touren, zum Beispiel zu den Teufelshörnern oder der Gotzenalm durchgeführt werden.